# Richard Schlesinger
Pour les articles homonymes, voir Schlesinger.
Richard Schlesinger, né le 23 septembre 1900 et mort le 20 janvier 1968, est un joueur australien de tennis des années 1920. En simple, il est connu pour avoir accédé à deux reprises aux finales de l'Open d'Australie de 1924 et de 1929.

## Palmarès (partiel)

### Titres en simple messieurs
Aucun

### Finales en simple messieurs
|   | Date       | Nom et lieu du tournoi                | Catégorie    | Surface | Vainqueur      | Score                   | Tableau |
| - | ---------- | ------------------------------------- | ------------ | ------- | -------------- | ----------------------- | ------- |
| 1 | 18/01/1924 | Australasian Championships, Melbourne | Grand Chelem | Gazon   | James Anderson | 6-3, 6-4, 3-6, 5-7, 6-3 | Tableau |
| 2 | 19/01/1929 | Australian Championships, Adélaïde    | Grand Chelem | Gazon   | Colin Gregory  | 6-2, 6-2, 5-7, 7-5      | Tableau |

### Titres en double messieurs
Aucun

### Finales en double messieurs
Aucune

### Titres en double mixte
Aucun

### Finales en double mixte
|   | Date       | Nom et lieu du tournoi          | Catégorie    | Surface | Vainqueurs                    | Partenaire          | Score    | Tableau |
| - | ---------- | ------------------------------- | ------------ | ------- | ----------------------------- | ------------------- | -------- | ------- |
| 1 | 24/01/1925 | Australian Championships Sydney | Grand Chelem | Gazon   | Daphne Akhurst Aubrey Willard | Sylvia Lance Harper | 6-4, 6-4 | Tableau |